# イボタ蝋
イボタ蝋（イボタろう、英語：Chinese wax）または会津蝋（あいづろう）は、白色から黄色がかった白色で、ゼラチン質、結晶性、水に不溶な物質である。ある種の昆虫から分泌される蝋から得られる。鯨蝋に似ているが、より硬く、より脆く、より融点が高い。

## 生成方法
中国やインドに生息するツノロウムシと、中国や日本で見られるイボタロウムシという2種のカイガラムシが生産する。これらの昆虫は、イボタノキ属の枝の上に分泌物を堆積させる。昆虫と堆積物を収穫し、水で煮て、蝋を抽出する。底に沈んだ昆虫は、豚の餌に利用する。
ハーバード・ビアズリーは、1932年11月の『ネイチャー』誌に掲載された論文に、以下のように書いている。

## 利用
主にろうそく、寺院の絵画やその他の宗教儀式に関連する物品の製造、また家具を磨いて艶を出すために用いられる。さらに、掛軸の裏を磨いて艶を出すのにも、石と一緒に用いられる。
中国では、薬用としても使用され、内服薬として、しわがれ声、痛み、寄生虫、不安、骨折等の治療に用いられる。外用薬として、傷治療用の軟膏として用いられる。日本でも、イボタノキの蝋を飲むと咳が止まるという伝統的民間療法が長野県阿智村、喬木村などの周辺に残っている。
日本では、会津地方が主産地であったため、会津蝋とも呼ばれ、ハマグリの碁石（白色）の手入れに用いられる。